# المبدعة (ناطع)

تعديل مصدري - تعديل

المبدعة هي إحدى قرى عزلة الغيلة بمديرية ناطع التابعة لمحافظة البيضاء، بلغ تعداد سكانها 128 نسمة حسب تعداد اليمن لعام 2004.